# Vilaller

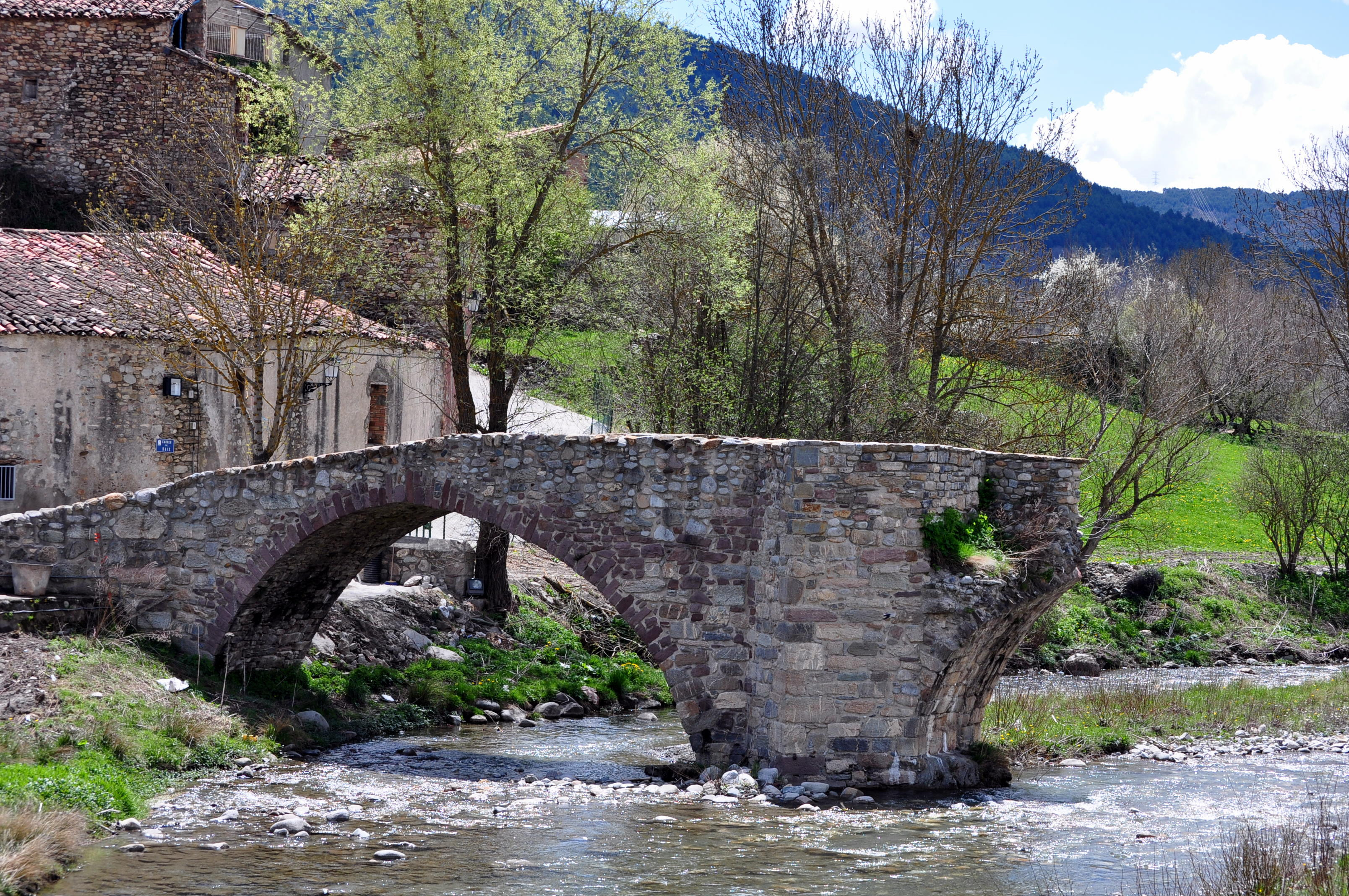
Pozostałości mostu w Vilaller

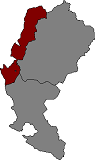
Położenie gminy na mapie comarki Alta Ribagorça

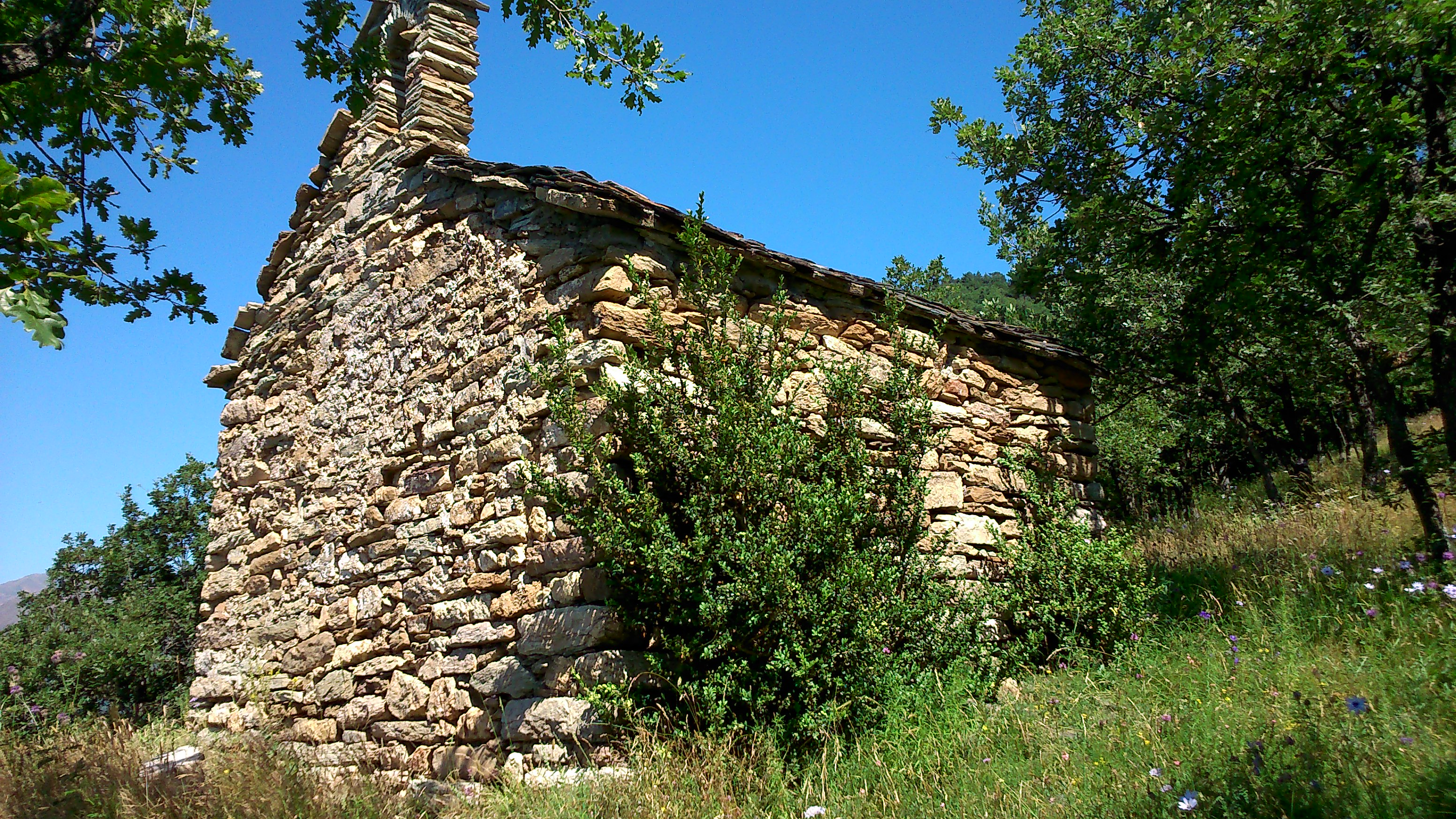
Jedna z pustelni na terenie gminy Vilaller

Vilaller — gmina w Hiszpanii,  w Katalonii, w prowincji Lleida, w comarce Alta Ribagorça.
Powierzchnia gminy wynosi 59,23 km². Zgodnie z danymi INE, w 2005 roku liczba ludności wynosiła 644, a gęstość zaludnienia 10,87 osoby/km². Wysokość bezwzględna gminy równa jest 981 metrów. Współrzędne geograficzne gminy to 42°28'42"N, 0°43'6"E. Burmistrzem gminy jest Jaume Monsó.

## Dynamika populacji
- 1991 – 592
- 1996 – 618
- 2001 – 560
- 2004 – 577
- 2005 – 644

## Miejscowości
W skład gminy Vilaller wchodzą dwie miejscowości, w tym miejscowość gminna o tej samej nazwie:
- Senet – liczba ludności: 92
- Vilaller – 552